# SN 2006fi
SN 2006fi – supernowa typu Ia odkryta 28 sierpnia 2006 roku w galaktyce A221950+0001. W momencie odkrycia miała maksymalną jasność 22,10m.